# Nuoto sincronizzato ai campionati mondiali di nuoto 2011
Le competizioni di nuoto sincronizzato ai campionati mondiali di nuoto 2011 si sono svolte dal 17 al 23 luglio 2011. Gli eventi sono stati disputati allo Shanghai Oriental Sports Center.

## Calendario
| Data           | Ora   | Evento                       |
| -------------- | ----- | ---------------------------- |
| 17 luglio 2011 | 09:00 | Preliminari singolo tecnico  |
| 17 luglio 2011 | 14:00 | Preliminari duo tecnico      |
| 17 luglio 2011 | 17:15 | Finale singolo tecnico       |
| 18 luglio 2011 | 09:00 | Preliminari squadre tecnico  |
| 18 luglio 2011 | 19:00 | Finale duo tecnico           |
| 19 luglio 2011 | 09:00 | Preliminari combinato libero |
| 19 luglio 2011 | 14:00 | Preliminari duo libero       |
| 19 luglio 2011 | 19:00 | Finale squadre tecnico       |
| 20 luglio 2011 | 09:00 | Preliminari singolo libero   |
| 20 luglio 2011 | 14:00 | Preliminari squadre libero   |
| 20 luglio 2011 | 19:00 | Finale singolo libero        |
| 21 luglio 2011 | 19:00 | Finale combinato libero      |
| 22 luglio 2011 | 19:00 | Finale duo libero            |
| 23 luglio 2011 | 19:00 | Finale squadre libero        |

## Podi
| Evento                                | Oro                                       | Punti  | Argento                          | Punti  | Bronzo                              | Punti  |
| Singolo                               |                                           |        |                                  |        |                                     |        |
| Programma libero (Dettagli)           | Natal'ja Iščenko                          | 98,550 | Andrea Fuentes                   | 96,520 | Sun Wenyan                          | 95,840 |
| Programma tecnico (Dettagli)          | Natal'ja Iščenko                          | 98,300 | Huang Xuechen                    | 96,500 | Andrea Fuentes                      | 95,300 |
| Duo                                   |                                           |        |                                  |        |                                     |        |
| Programma libero (Dettagli)           | Russia Natal'ja Iščenko Svetlana Romašina | 98,410 | Cina Jiang Tingting Jiang Wenwen | 96,810 | Spagna Ona Carbonell Andrea Fuentes | 96,500 |
| Programma tecnico (Dettagli)          | Russia Natal'ja Iščenko Svetlana Romašina | 98,200 | Cina Huang Xuechen Liu Ou        | 96,500 | Spagna Ona Carbonell Andrea Fuentes | 95,400 |
| Squadre                               |                                           |        |                                  |        |                                     |        |
| Programma libero combinato (Dettagli) | Russia                                    | 98,470 | Cina                             | 96,390 | Canada                              | 96,150 |
| Programma libero (Dettagli)           | Russia                                    | 98,620 | Cina                             | 96,580 | Spagna                              | 96,090 |
| Programma tecnico (Dettagli)          | Russia                                    | 98,300 | Cina                             | 96,800 | Spagna                              | 96,000 |

## Medagliere
| Posizione | Paese  | Oro | Argento | Bronzo | Totale |
| --------- | ------ | --- | ------- | ------ | ------ |
| 1         | Russia | 7   | 0       | 0      | 7      |
| 2         | Cina   | 0   | 6       | 1      | 7      |
| 3         | Spagna | 0   | 1       | 5      | 6      |
| 4         | Canada | 0   | 0       | 1      | 1      |
| Totale    | Totale | 7   | 7       | 7      | 21     |